# José Vargas da Silva
José Vargas da Silva foi um político e militar brasileiro do estado de Minas Gerais. Foi o primeiro comandante-geral da Polícia Militar de Minas Gerais, bem como o primeiro comandante da Academia de Polícia Militar de Minas Gerais. 
Foi deputado estadual em Minas Gerais durante a 2ª legislatura (1951-1955), filiado à UDN.
Vargas era primo de Quintino Vargas, militar e político que combateu durante a Revolução de 1930, do lado das forças getulistas, e tio de Jorge Vargas e de José Israel Vargas.
Em sua homenagem, foi criada a Medalha Coronel José Vargas, por meio da Lei Estadual nº 13.406, de 20 de dezembro de 1999. Destina-se a agraciar oficiais da polícia militar de Minas Gerais que completam cinquenta anos de oficialato. Há rua com seu nome em Nova Lima.